# Pterygophora
Pterygophora (Ruprecht, 1852) é um género de grandes macroalgas da família Alariaceae da ordem Laminariales  (kelps) da classe Phaeophyceae (algas castanhas). O género é um táxon monotípico que tem como única espécie Pterygophora californica, uma macroalga que ocorre nas águas pouco profundas da costa do Pacífico da América do Norte, onde faz parte da comunidade conhecida por floresta de algas.

## Descrição
Pterygophora californica é uma grande alga castanha que pode atingir cerca de 3 m de comprimento, ligando-se ao substrato rochoso por um rizoide (ou crampon) alargado. Cada espécime apresente um único estipe endurecido e de consistência lenhosa com até 2 m de comprimento e 2 cm de diâmetro. É uma alga perene de longa duração que pode sobreviver até 25 anos. O estipe apresenta em geral anéis de crescimento anuais.
A espécie apresenta frondes constituídas por várias lâminas lisas dispostas em ambos os lados da metade superior do estipe. Estas lâminas são esporófilos e possuem órgãos reprodutivos, os esporângios, nos quais os esporos são formados. A lâmina terminal é linear, possui nervura intermediária e é maior que as demais, crescendo até 90 cm de comprimento.
Reprodução de Pterygophora californica envolve alternância de gerações que se inicia com a produção de zooides microscópicos nos esporângios localizados nas lâminas. Após a libertação, os zooides depositam-se no fundo do mar e formam gametófitos haploides. Estes gametófitos produzem gâmetas masculinos e femininos de cuja fertilização resulta a formação de zigotos e o subsequente crescimento de esporófitos diploides com o respectivo estipe e lâminas.

## Distribuição e ecologia
Pterygophora californica ocorre na zona nerítica da costa oeste da América do Norte, do sul da British Columbia ao México, em profundidades de até 10 metros.
A espécie Pterygophora californica é um dos membros da associação ecológica conhecida por floresta de algas, um denso bosque subaquático formado por macroalgas marinhas, entre as quais outras algas castanhas como as espécies Nereocystis luetkeana e Macrocystis pyrifera.
As algas castanhas são organismos marinhos fotossintética cujo crescimento é controlado principalmente pela disponibilidade de radiação solar. Várias algas tentam ganhar vantagem no competição por luz ligando-se às frondes de Pterygophora californica bem acima do fundo do oceano. Entre estas incluem-se várias espécies de algas vermelhas ([Rhodophyta]]) e juvenis de Nereocystis luetkeana e de Saccharina latissima.
A causa mais comum de morte de Pterygophora californica é ser arrancada das rochas durante tempestades, acontecimento que é mais provável pelo arrasto causado pela carga epífita. Pterygophora californica e várias outros Laminariales tentam reduzir sua carga epifítica removendo periodicamente suas camadas superficiais e produzindo substâncias "anti-incrustantes", como os fenóis, nos seus tecidos.
Em Race Rocks, perto de Vancouver Island, verificou-se que durante o inverno os únicos restos da floresta de algas que permanecem são os estipes nus de Pterygophora californica, já que as macroalgas anuais são dispersas pelo mar e decompostas. No meio do verão, no entanto, o rápido crescimento Nereocystis luetkeana forma a canópia da floresta de algas, enquanto Pterygophora californica e Saccharina latissima formam uma camada do andar médio do bosque. Um estudo realizado naquele local mostrou que grande parte dos exemplares de Nereocystis luetkeana crescia epifiticamente sobre as frondes de Pterygophora californica, com os seus rizoides fixados às lâminas e às porções superiores dos estipes. Nesse ecossistema, a maioria dos juvenis de Saccharina latissima era também epifítica, mas ocupava a parte central do estipe. Como essas espécies não estão presentes na parte inferior do estipe, postula-se que o posicionamento é devido à pressão dos herbívoros que compõem a macrofauna bêntica, com destaque para os ouriços-do-mar.
Várias espécies de herbívoro alimentam-se de Pterygophora californica e de outros kelps, sendo predominantes os ouriços-do-mar. Se o tamanho da população de herbívoros se torna muito grande, como acontece quando são removidos predadores, podem formar-se "terras áridas", sem grandes macroalgas, que se desenvolvem e permanecem durante anos. Uma redução no número de predadores, ou uma diminuição na quantidade de algas à deriva, pode incentivar os ouriços famintos a sobrexplorar os bancos de algas remanescentes e potencialmente erradicar as populações de macroalgas. As espécies de ouriços Strongylocentrotus purpuratus  e Strongylocentrotus droebachiensis pastoreiam sobre P. californica no extremo norte da sua zona de distribuição natural.